# Le Traitement du hoquet
Le Traitement du hoquet est un film muet français réalisé par Raymond Bernard et sorti en 1918.

## Fiche technique
- Titre : Le Traitement du hoquet
- Réalisation : Raymond Bernard
- Scénario : Raymond Bernard
- Format : Noir et blanc - Muet
- Date de sortie :
  - France : 1918

## Distribution
- Armand Bernard
- Charles Granval
- René Koval